# Pang Qianyu
Pang Qianyu (født 13. november 1996) er en kinesisk bryder, der konkurrerer i fristil.
Hun repræsenterede Kina ved sommer-OL 2020 i Tokyo, hvor hun tog sølv i 53 kg.